# Beckeln

Der Beckelner Dorfplatz

Beckeln ist eine Gemeinde in der Samtgemeinde Harpstedt im Landkreis Oldenburg in Niedersachsen.

## Geographie

### Geographische Lage
Beckeln liegt am Fluss Delme, ungefähr sieben Kilometer südöstlich der Kreisstadt Wildeshausen. Durch den Ort führt die Landesstraße 341 zwischen Harpstedt und Twistringen.

### Gemeindegliederung

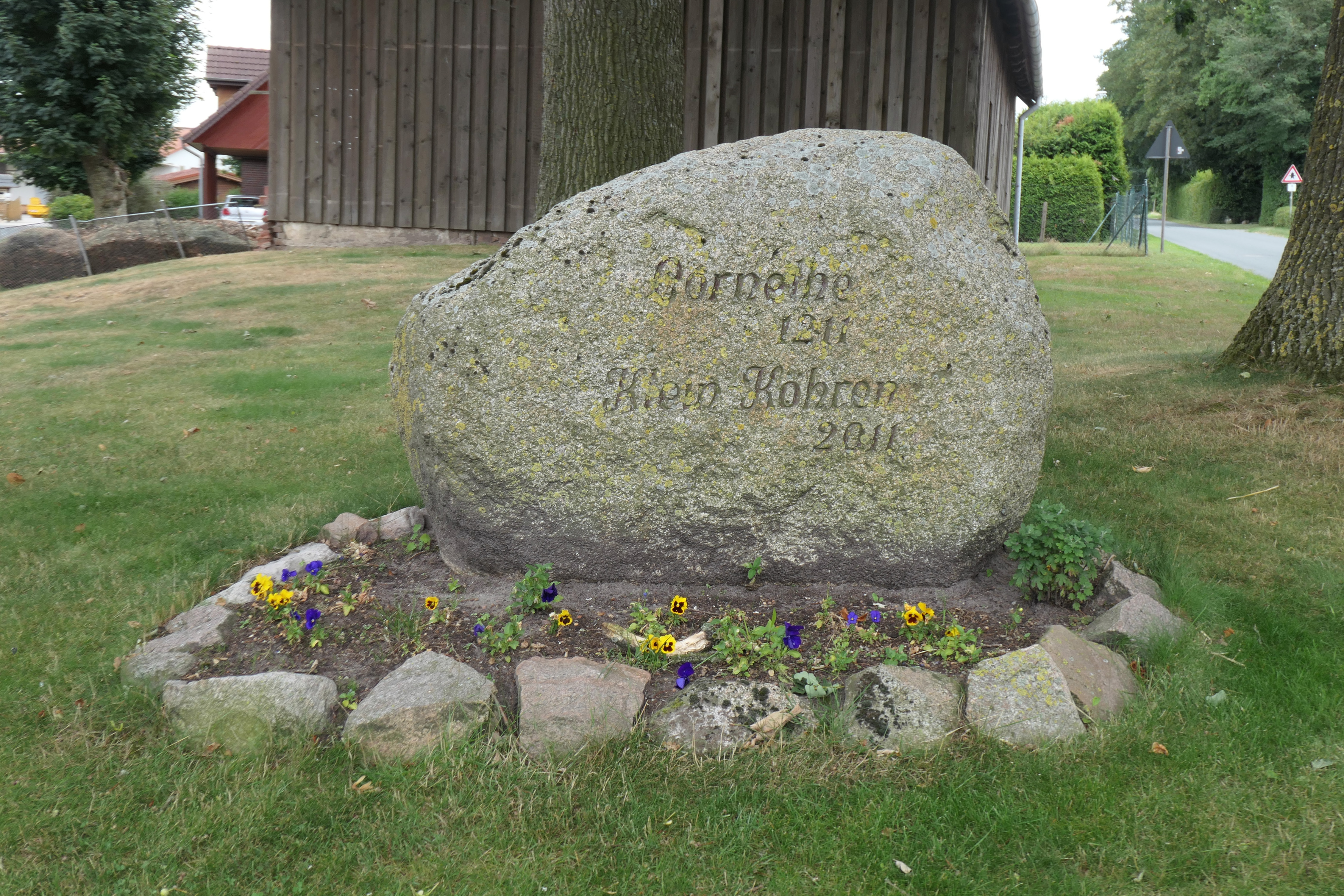
1211–2011: 800 Jahre Klein Köhren

Zur Gemeinde Beckeln gehören auch die Ortschaften
- Klein Köhren; erstmals 1211 als Cornethe erwähnt,
- Groß Köhren,
- Holzhausen,
- Brammer,
- Ortbrock,
- Ohe, Sürstedt und
- Ilake.

### Nachbargemeinden
Nachbargemeinden sind im Uhrzeigersinn von Norden:
- Harpstedt
- Dünsen
- Bassum (Landkreis Diepholz)
- Twistringen (Landkreis Diepholz)
- Winkelsett

### Eingemeindungen
Die Orte Groß Köhren und Klein Köhren waren eigenständige Gemeinden. Sie wurden mit der Gebietsreform, die am 1. März 1974 in Kraft trat, in die Gemeinde Beckeln eingemeindet. Seitdem ist die Gemeinde auch ein Teil der Samtgemeinde Harpstedt.

## Politik

### Gemeinderat
Der Rat der Gemeinde Beckeln besteht aus neun Ratsfrauen und Ratsherren. Dies ist die festgelegte Anzahl für die Mitgliedsgemeinde einer Samtgemeinde mit einer Einwohnerzahl zwischen 501 und 1000 Einwohnern. Die neun Ratsmitglieder werden durch eine Kommunalwahl für jeweils fünf Jahre gewählt. Die aktuelle Amtszeit begann am 1. November 2021 und endet am 31. Oktober 2026.
Die vergangenen Gemeinderatswahlen ergaben folgende Sitzverteilungen:
| Partei                           | 2021    | 2016    |
| -------------------------------- | ------- | ------- |
| Wählergemeinschaft Beckeln (WGB) | 8       | 9       |
| Bündnis 90/Die Grünen            | 1       | -       |
| Gesamt                           | 9 Sitze | 9 Sitze |
| Wahlbeteiligung                  | 70,42 % | 73,41 % |

### Bürgermeister
Der Gemeinderat wählte 2023 das Gemeinderatsmitglied Günter Wöbse zum ehrenamtlichen Bürgermeister für die aktuelle Wahlperiode.

### Wappen
Das Wappen der Gemeinde zeigt in der Schildmitte einen silbernen Brunnen, den Simonsbrunnen, auf blauem Grund. Darüber befinden sich drei goldene Beschläge, die ineinandergreifen.

## Sehenswürdigkeiten
Siehe auch Liste der Baudenkmale in Beckeln
- Wohn- und Wirtschaftsgebäude Groß Köhren 22 aus der Mitte des 19. Jahrhunderts
- Wohn- und Wirtschaftsgebäude Groß Köhren 27 von 1908
- Hofanlage Holzhausen 2A mit Wirtschaftsgebäude von 1797
- Hofanlage Holzhausen 4A mit Wohn- und Wirtschaftsgebäude von 1851